# Antinomien der reinen Vernunft
Die Antinomien der reinen Vernunft (griechisch anti „gegen“, nomoi „Gesetze“) sind sich logisch widersprechende Antworten auf die Fragen der Vernunft. Immanuel Kant diskutiert sie in der Transzendentalen Dialektik der Kritik der reinen Vernunft (Vgl. Immanuel Kant: AA III, 281–382).
Bereits in der Vorrede der ersten Auflage der Kritik der reinen Vernunft schreibt Kant:

„Die menschliche Vernunft hat das besondere Schicksal in einer Gattung ihrer Erkenntnisse: daß sie durch Fragen belästigt wird, die sie nicht abweisen kann; denn sie sind ihr durch die Natur der Vernunft selbst aufgegeben, die sie aber auch nicht beantworten kann, denn sie übersteigen alles Vermögen der menschlichen Vernunft.“

Nach Kant neigt die Vernunft notwendigerweise dazu, eine zusammenfassende Einheit unserer Vorstellungen und Urteile zu suchen, um damit den Geltungsbereich ihrer Erkenntnisse zu erweitern. Dabei lässt sie sich von Prinzipien oder Ideen zu Urteilen hinreißen, die den Bereich möglicher Erfahrung verlassen: „transzendente Urteile“. Da schon eine reine Vernunft vor jeder Erfahrung, a priori zu diesen Urteilen fähig ist, vermag nur eine Kritik der Vernunft, die Widersprüche oder Antinomien und die Fehler, die dabei entstehen können, aufzudecken. Ein Teil dieser Vernunftkritik bilden die „Antinomien der reinen Vernunft“, die die Idee eines „Weltganzen“ zum Gegenstand haben.

## Einzelne Antinomien
Die einzelnen „Widerstreite“ oder Antinomien werden bei Kant in Form von Thesis und Antithesis zunächst gegenübergestellt. Danach wird jeweils ein Beweis für die These und für die Antithese geführt. An die Beweise schließt sich jeweilig eine Anmerkung an, die die Entstehung des Widerspruches erläutern und Hinweise zu seiner Auflösung bieten. Sie folgen der Ordnung der Kategorientitel. These und Antithese lauten jeweils:
|      | These | Antithese |
| ---- | --- | --- |
| I.   | „Die Welt hat einen Anfang in der Zeit, und ist dem Raum nach auch in Grenzen eingeschlossen.“ | „Die Welt hat keinen Anfang, und keine Grenzen im Raume, sondern ist, sowohl in Ansehung der Zeit, als des Raumes, unendlich.“  |
| II.  | „Eine jede zusammengesetzte Substanz in der Welt besteht aus einfachen Teilen, und es existiert überall nichts als das Einfache, oder das, was aus diesem zusammengesetzt ist.“                                                     | „Kein zusammengesetztes Ding in der Welt besteht aus einfachen Teilen, und es existiert überall nichts Einfaches in derselben.“ |
| III. | „Die Kausalität nach Gesetzen der Natur ist nicht die einzige, aus welcher die Erscheinungen der Welt insgesamt abgeleitet werden können. Es ist noch eine Kausalität durch Freiheit zur Erklärung derselben anzunehmen notwendig.“ | „Es ist keine Freiheit, sondern alles in der Welt geschieht lediglich nach Gesetzen der Natur.“                                 |
| IV.  | „Zu der Welt gehört etwas, das, entweder als ihr Teil, oder ihre Ursache, ein schlechthin notwendiges Wesen ist.“ | „Es existiert überall kein schlechthin notwendiges Wesen, weder in der Welt, noch außer der Welt, als ihre Ursache.“            |

## Auflösung (nach Kant)
Der Widerspruch der sich gegenüberstehenden Thesen und Antithesen kann nach Kant nicht zu Gunsten von These oder Antithese entschieden werden. Für beide findet sich ein Argument, das nach den von Kant akzeptierten Regeln der allgemeinen Logik einen zwingend erscheinenden Beweis ergibt. Da also einander widersprechende Notwendigkeiten auftreten, spricht Kant von Antinomien. Ihre Ableitbarkeit aus der reinen Vernunft zeigt auf, dass selbst diese einer Kritik ihrer Verwendung bedarf. Der falsche Gebrauch der Vernunft in der traditionellen Metaphysik ist nach Kant die Ursache der widersprüchlichen Urteile (siehe auch Metaphysikkritik). Die oben aufgeführten Fragen sind Kant zufolge nur mit Mitteln der Transzendentalphilosophie zu lösen:  Wenn die Vernunft beide Quellen der Erkenntnis, Verstand und Sinnlichkeit, beachtet und ihren jeweiligen Anteil unterscheidet, so bemerkt sie, dass der Begriff „Welt“ in Thesen, Antithesen und Beweisen bald empirisch, als Sammelbegriff für alle beobachteten Erscheinungen, bald „intellektuell“ als Inbegriff eines Systems aller Gegenstände gebraucht wird. Ohne diese Verwechslung stellen sich These und Antithese der beiden ersten Antinomien als gleichermaßen falsch, die der dritten und vierten Antinomie als möglicherweise beide wahr heraus für jeweils eine der beiden Verwendungsweisen des Weltbegriffs. Das Ergebnis der dritten, sogenannten Freiheitsantinomie zwingt Kant, in seiner praktischen Philosophie die Freiheit als Postulat aufzustellen.